# Gare de Bardonnèche
La gare de Bardonnèche (en italien, Stazione di Bardonecchia) est une gare ferroviaire italienne de la ligne du Fréjus, située dans la ville de Bardonnèche, dans le Piémont. C'est la dernière gare de la ligne avant la frontière entre l'Italie et la France, située dans le tunnel du Fréjus, et son prolongement par la ligne de Culoz à Modane (frontière).

## Situation ferroviaire
La gare est située au point kilométrique (PK) 83,831 de la ligne du Fréjus, entre les gares de Beaulard et de Modane.

## Histoire
La relation TGV inOui Paris – Milan (créée en 1996, avec la marque TGV, par la SNCF) desservait cette gare jusqu'en 2022 ; toutefois, la liaison Frecciarossa (gérée par Trenitalia France dans le cadre de l'ouverture à la concurrence) y effectuait un arrêt depuis la même année. Cette desserte, initialement interrompue à la suite de l'éboulement survenu en 2023, n'est finalement pas restaurée malgré la réouverture de la ligne de la Maurienne en 2025 ; en effet, à l'instar des TGV inOui, les trains Frecciarossa réalisent en remplacement un arrêt à Oulx - Cesana - Claviere - Sestrières.

## Service des voyageurs

### Desserte
La gare est desservie par des trains régionaux en direction et en provenance de Turin ; elle est terminus de la ligne 3 du service ferroviaire métropolitain de Turin.